# アノード
アノード (Anode) とは、外部回路から電流が流れ込む電極のこと。外部回路へ電子が流れ出す電極とも言える。
電気分解や電池においては、アノードは電気化学的に酸化が起こる電極である。真空管では構造上プレートと呼ばれることが多い。
アノードという語はマイケル・ファラデーの要請によりウィリアム・ヒューウェルが命名した。ギリシア語で上り口を意味するAnodosに由来する。
アノードと逆の電極はカソードである。アノードとカソードの区別は、電流（電子）の向きによって決まるのであり、電位の高低によらないことに注意を要する。陽極と陰極の区別は電位の高低によるとする流儀（電圧の方向による区別）と、アノード・カソードの直訳とする流儀（電流の方向による区別）があり、用語として混乱している。正極・負極という用語は、電位の高い側・低い側という意味で定着しているので、電位の高い低いの区別には正極・負極を、電流の向きの区別にはアノード・カソードを用いるのが望ましい。
正極・負極で表現すると、アノードは、真空管や電気分解では正極、電池の場合は負極である。